# Пампкін-Сентер (Північна Кароліна)
Пампкін-Сентер (англ. Pumpkin Center) — переписна місцевість (CDP) в США, в окрузі Онслов штату Північна Кароліна. Населення — 1855 осіб (2020).

## Географія
Пампкін-Сентер розташований за координатами 34°47′10″ пн. ш. 77°21′54″ зх. д. / 34.78611° пн. ш. 77.36500° зх. д. (34.786128, -77.364896).  За даними Бюро перепису населення США в 2010 році переписна місцевість мала площу 3,55 км², уся площа — суходіл.

## Демографія
Згідно з переписом 2010 року, у переписній місцевості мешкали 2222 особи в 794 домогосподарствах у складі 625 родин. Густота населення становила 626 осіб/км².  Було 827 помешкань (233/км²).
Расовий склад населення:
| - 68,6 % — білих - 17,3 % — чорних або афроамериканців - 3,3 % — азіатів - 1,0 % — вихідців з тихоокеанських островів - 0,7 % — корінних американців - 2,8 % — осіб інших рас |

До двох чи більше рас належало 6,1 %. Частка іспаномовних становила 10,1 % від усіх жителів.
За віковим діапазоном населення розподілялося таким чином: 24,6 % — особи молодші 18 років, 63,4 % — особи у віці 18—64 років, 12,0 % — особи у віці 65 років та старші. Медіана віку мешканця становила 31,7 року. На 100 осіб жіночої статі у переписній місцевості припадало 97,2 чоловіків;  на 100 жінок у віці від 18 років та старших — 91,2 чоловіків також старших 18 років.
Середній дохід на одне домашнє господарство  становив 90 122 долари США (медіана — 52 831), а середній дохід на одну сім'ю — 115 305 доларів (медіана — 59 970). За межею бідності перебувало 1,9 % осіб, у тому числі 0,0 % дітей у віці до 18 років та 0,0 % осіб у віці 65 років та старших.
Цивільне працевлаштоване населення становило 797 осіб. Основні галузі зайнятості: освіта, охорона здоров'я та соціальна допомога — 25,1 %, мистецтво, розваги та відпочинок — 18,8 %, роздрібна торгівля — 14,7 %, публічна адміністрація — 12,0 %.